# Anton Prakapenja
Anton Prakapenja (belarussisch Антон Пракапеня, englisch Anton Prakapenia; * 26. September 1988 in Homel, Belarussische SSR, UdSSR) ist ein belarussischer Handballspieler.

## Karriere
Anton Prakapenja lief in der Spielzeit 2007/08 für Brest GK Meschkow in der EHF Champions League das erste Mal international auf. Bis zur Saison 2012/13 blieb er den Gebietshauptstädtern mit einer Unterbrechung in der Saison 2009/10 treu und gewann 2008 die belarussische Meisterschaft sowie 2009 und 2011 den Pokal. 2010 errang er mit HC Dinamo Minsk sogar das Double. In dieser Zeit nahm er dreimal (2007/08, 2008/09 und 2009/10) an der Champions League, viermal (2008/09, 2009/10, 2010/11 und 2012/13) am EHF Cup und einmal (2011/12) am EHF-Europapokal der Pokalsieger teil. Im Grunddurchgang der Saison 2015/16 erzielte Prakapenja 122 Toren und wurde dadurch ex aequo mit Tobias Schopf Torschützenkönig.
2013 wechselte der 1,96 Meter große Rückraumspieler nach Polen zu SPR Chrobry Głogów. Nach nur einem Jahr zog er weiter zu Handball Tirol in die Handball Liga Austria. Nach der Saison 2017/18 schloss er sich dem deutschen Zweitligisten HSC 2000 Coburg an. Zur Saison 2019/20 wechselte er zum Bundesligaaufsteiger HSG Nordhorn-Lingen. Im Februar 2021 wechselte Prakapenja zu GC Amicitia Zürich. Mit GC Amicitia Zürich gewann er 2022 den Schweizer Cup. 2022/23 und 2023/24 lief Prakapenja für die HSG Bärnbach/Köflach auf. Im Januar 2025 wurde von HIB Graz für die HLA Challenge unter Vertrag genommen.
Prakapenja bestritt bislang 32 Länderspiele für Belarus, in denen er 63 Tore warf. Er stand im vorläufigen Aufgebot zur Europameisterschaft 2014 in Dänemark.

## HLA-Bilanz
| Saison    | Verein         | Spielklasse | Tore | 7-Meter      | Feldtore |
| --------- | -------------- | ----------- | ---- | ------------ | -------- |
| 2014/15   | Handball Tirol | HLA         | 122  | 11/14        | 111      |
| 2015/16   | Handball Tirol | HLA         | 176  | 7/11         | 169      |
| 2016/17   | Handball Tirol | HLA         | 120  | 2/3          | 118      |
| 2014–2017 | gesamt         | HLA         | 418  | 20/28 (71 %) | 398      |